# Alopecosa spasskyi
Alopecosa spasskyi là một loài nhện trong họ Lycosidae.
Loài này thuộc chi Alopecosa. Alopecosa spasskyi được A. V. Ponomarev miêu tả năm 2008.